# Carole Toïgo
Carole Toïgo (* 4. August 1971) ist eine französische Skibergsteigerin und Mitglied der Equipe de France de Ski de Montagne.

## Erfolge (Auswahl)
- 2001: 10. Platz bei der Europameisterschaft Skibergsteigen Team mit Laurence Darragon

- 2002:
  - 2. Platz bei der Weltmeisterschaft Skibergsteigen Team mit Corinne Favre
  - 6. Platz bei der Weltmeisterschaft Skibergsteigen Kombinationswertung
  - 7. Platz bei der Weltmeisterschaft Skibergsteigen Einzel

- 2003: 10. Platz bei der Europameisterschaft Skibergsteigen Einzel

- 2004: 3. Platz bei der Weltmeisterschaft Skibergsteigen Team mit Corinne Favre

- 2006:
  - 2. Platz bei der Weltmeisterschaft Skibergsteigen Team mit Corinne Favre
  - 3. Platz bei der Weltmeisterschaft Skibergsteigen Staffel (mit Véronique Lathuraz, Corinne Favre und Nathalie Bourillon)

### Pierra Menta
- 2000: 4. Platz mit Laurence Darragon
- 2001: 2. Platz mit Corinne Favre
- 2003: 3. Platz mit Corinne Favre
- 2004: 2. Platz mit Corinne Favre
- 2005: 3. Platz mit Corinne Favre
- 2006: 4. Platz mit Corinne Favre